# Nicolas Inaudi
Pour les articles homonymes, voir Inaudi.
Nicolas Inaudi (né le 21 janvier 1978 à Chambéry,) est un coureur cycliste français.
Son oncle Hervé a également été coureur cycliste professionnel. 

## Palmarès
- 1998
  - 1re étape du Tour du Pilat[2]
- 2000
  - 3e de la Côte picarde
  - 3e du Grand Prix de Bouvesse
- 2001
  - Grand Prix de Charvieu-Chavagneux
  - Grand Prix de Meyrin
- 2004
  - 2e de l'EOS Tallinn G.P
- 2005
  - 3e du Trophée des grimpeurs
- 2007
  - Champion de Rhône-Alpes
  - 1re et 3e étapes du Circuit de Saône-et-Loire
  - 1re étape du Tour de Corrèze
  - Tour du Chablais :
    - Classement général
    - 1re étape

  - Grand Prix de Bouvesse
  - 2e du Circuit de Saône-et-Loire
  - 2e du Tour de Corrèze
  - 3e du Grand Prix de Vougy
  - 3e du Souvenir Thierry-Ferrari
- 2008
  - Bourg-Arbent-Bourg
  - 1re étape du Tour du Loiret
  - Grand Prix de Chamoux-sur-Gelon
  - 3e étape du Triptyque Huriel-Domérat-Désertines
  - Grand Prix de Bouvesse
  - Grand Prix du Cru Fleurie
  - 3e du Circuit des Monts du Livradois
  - 3e du Tour du Pays Roannais

## Résultats sur les grands tours

### Tour d'Italie
1 participation
- 2005 : abandon (4e étape)

### Tour d'Espagne
2 participations
- 2002 : abandon (2e étape)
- 2004 : abandon (9e étape)

## Classements mondiaux
| Année           | 2007 | 2008   |
| --------------- | ---- | ------ |
| UCI Europe Tour | 765e | 1 077e |